# لورانس فيكرز
لورانس فيكرز (بالإنجليزية: Lawrence Vickers)‏ هو لاعب كرة قدم أمريكية أمريكي، ولد في 8 مايو 1983 في بومونت في الولايات المتحدة.

## وصلات خارجية
- لورانس فيكرز على موقع مرجع كرة القدم المحترفة.كوم (الإنجليزية)